# Oleksandr Usmkalenko
Oleksandr Usmkalenko ist ein ehemaliger ukrainischer Bogenbiathlet.
Oleksandr Usmkalenko erreichte seinen größten internationalen Erfolg bei den Bogenbiathlon-Weltmeisterschaften 1999 in Bessans. Dort gewann er mit der Staffel der Ukraine hinter der Vertretung aus Italien und vor Frankreich an der Seite von Wladyslaw Luschtschyk und Jurij Dmytrenko als Schlussläufer die Silbermedaille.